# Abbaye Saint-Augustin-lès-Limoges
L’abbaye Saint-Augustin-lès-Limoges est une ancienne abbaye bénédictine de la ville de Limoges, dans le Limousin historique, en France. Elle se situait à côté de l'actuelle gare de Limoges-Bénédictins, à qui elle a donné son nom.
Elle est construite en 934, quand l'évêque de Limoges décide d'établir une communauté de moines à l'emplacement d'un ancien sanctuaire dédié à saint Augustin. Jusqu'au XIIe siècle, elle connaît son apogée, s'agrandissant plusieurs fois et servant de lieu désigné pour inhumer des évêques. S'ensuit un déclin, et elle est sur le bord de disparaître à la fin du XVIe siècle. Mais alors sous l'impulsion d'un abbé dynamique, elle reprend de l'activité et adhère parmi les premières à congrégation de Saint-Maur. À la Révolution elle est vendue comme bien national, puis peu après achetée par l'État pour en faire une maison d'arrêt, et ensuite une caserne, avant d'être démolie complètement en 1940.
Une histoire de cette abbaye a été écrite par Bernard Gui, surtout connu pour son rôle d'inquisiteur.

## Situation géographique
L'abbaye se situait en dehors de l'ancienne ville de Limoges, au nord-est. Elle est dite « près et hors les murs », ce qui a été traduit par « lès Limoges », ce qui signifie « près de Limoges »,. Elle appartenait à la paroisse Saint-Christophe.
Son enclos était près de l'actuelle gare, vers l'est, entre les voies de chemin de fer et la Vienne. C'est de cette abbaye que la gare de Limoges-Bénédictins tient son nom. L'église de l'abbaye avait son emplacement exact sur la rue Adrien-Pressemane.

## Histoire de l'abbaye
L'abbaye a été construite sur l'emplacement d'un ancien sanctuaire en l'honneur de saint Augustin, qui datait du VIe siècle. Il est détruit lors de guerres qui ont suivi, en particulier les invasions vikings. En 934, Turpion, évêque de Limoges, décide de reconstruire ce sanctuaire et d'y établir une communauté de moines bénédictins, c'est ce qui marque la fondation de l'abbaye,.
Du Xe siècle au XIIe siècle elle connaît son apogée. Cette période est marquée par de nombreuses réalisations architecturales, et l'une des constructions est d'ailleurs inaugurée par Aliénor d'Aquitaine et son fils Richard Cœur de Lion, de passage à Limoges. L'abbaye se revendique alors comme seconde de Limoges derrière l'abbaye Saint-Martial, tirant du prestige d'être le lieu où les évêques de Limoges sont inhumés.
Le clergé régulier connaît un déclin vers la fin du Moyen Âge. Au début du XVIe siècle, l'abbaye passe sous le régime de la commende, c'est-à-dire que les abbés ne sont plus choisis par les religieux mais par le roi, ce qui les rend moins concernés par les affaires religieuses que par les bénéfices de l'abbaye. Tous ces phénomènes font qu'à la fin du XVIe siècle, l'abbaye est pratiquement déserte.
À partir de 1594, l'abbé Jean Regnault a beau être commendataire, il décide de s'investir dans son rôle et insuffle un second souffle à l'établissement. En 1613 il fait adhérer l'abbaye à la congrégation de Saint-Vanne et Saint-Hydulphe, une congrégation récente portée sur l'étude et l'érudition. Et seulement quelques années après, en 1621, il s'en sépare et place l'abbaye parmi les membres fondateurs de la congrégation de Saint-Maur, qui est semblable à la précédente à la différence qu'elle est française.
De plus, par une faveur spéciale, le roi renonce à appliquer la commende à l'abbaye vers 1630, quoique cela ait été annulé par la suite en 1763.
À la Révolution il reste dans l'abbaye une douzaine de religieux. Elle est vendue comme bien national. Puis elle est puis achetée par l'État en 1811 pour en faire une maison d'arrêt. Par la suite, vers 1872, elle devient une caserne. Ce qui restait du bâtiment est finalement démoli par des travaux en 1940.